# Vlastimil Vondruška

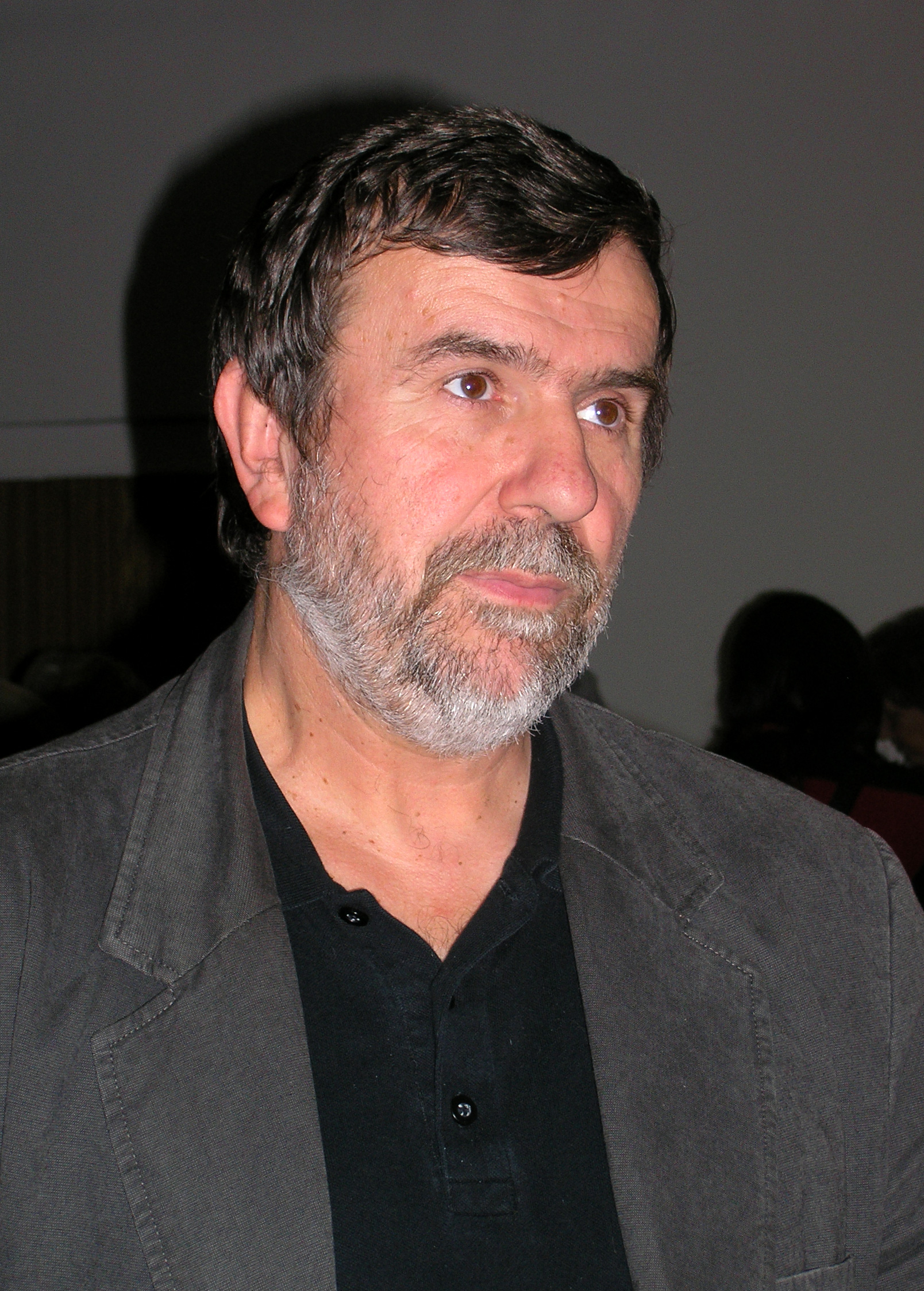
Vlastimil Vondruška, 2011

Vlastimil Vondruška (* 9. Mai 1955 in Kladno) ist ein tschechischer Historiker, Ethnograph, Publizist und Schriftsteller hauptsächlich historischer Kriminalgeschichten.

## Leben
Vondruška wurde 1955 in Kladno geboren. Nach dem Abitur am Kladno-Gymnasium im Jahr 1974 begann er ein Studium der Geschichte und Ethnographie an der Philosophischen Fakultät der Karls-Universität in Prag, das er 1979 abschloss. Anschließend arbeitete er an der Tschechoslowakischen Akademie der Wissenschaften am Institut für Ethnographie und Folkloristik, wo er 1983 sein Aufbaustudium abschloss. 1983 trat er dem Nationalmuseum in Prag (NM) bei. 1984 wurde Vlastimil Vondruška zum Direktor des NM - Geschichtsmuseums ernannt. Er war in dieser Position bis Ende 1989 tätig, als das Bürgerforum des Museums alle Mitglieder der Kommunistischen Partei aus Führungspositionen entließ. In den Jahren von 1988 bis 1990 arbeitete er in der Redaktion des National Museum Magazine.
Nachdem er 1990 das Nationalmuseum verlassen hatte, widmete er sich ganz der Wirtschaft. Zusammen mit seiner Frau Alena, einer Theoretikerin des Kunsthandwerks, Autorin zahlreicher künstlerischer Entwürfe und Glasrealisierungen sowie Publizistin, gründete er 1997 in Doksy die Glashütte Královská hütte,[7] deren Produktion sich auf die Produktion konzentrierte über die Herstellung von Kopien historischen Glases nach Originalen aus Museumssammlungen, einerseits auf farbigem Hüttenglas nach eigenen Entwürfen des Autors. Die Hütte sponserte viele kulturelle Veranstaltungen und erhielt für diese Tätigkeit 1999 eine Auszeichnung vom Kulturminister der Tschechischen Republik Pavel Dostál. Er betrieb die Glasfabrik in Doksy bis 2009.
Seit seiner Jugend widmet er sich mit Unterbrechungen der Literatur. Er hat bisher mehr als fünfzig wissenschaftliche Studien und Artikel zur Geschichte der materiellen Kultur, zahlreiche wissenschaftliche und populärwissenschaftliche Bücher, etwa vierzig historische Romane für Erwachsene (einige davon unter dem Pseudonym Jan Alenský) und mehrere Bücher für Jugendliche verfasst. 1994 veröffentlichte er im Eigenverlag sein erstes Buch „Geschichten der Pilsener Morde“.
Die Gunst der Leser erlangte er vor allem mit einer Reihe von Kriminalbüchern aus der Regierungszeit von Přemysl Otakar II., in denen er auch versucht, die Atmosphäre des Mittelalters, das damalige Leben und die Mentalität der damaligen Menschen darzustellen. Die Hauptfigur der Geschichten ist der gebildete und ehrbare Ritter und königliche Staatsanwalt Oldřich aus Chlum, der als Verwalter der Burg Bezděz auch die Befugnis hat, Kapitalverbrechen in der Gegend zu untersuchen und zu ahnden. Die zweite Serie des Autors spielt im zweiten Viertel des 16. Jahrhunderts und ihr Held ist der Schreiber der königlichen Kammer Jiří Adam aus Dobronín.
Er arbeitete mit dem Tschechischen Rundfunk an der Serie Intimní historie zusammen, die regelmäßig von November 2007 bis April 2008 im Rahmen der Zeitschrift Zrcadlo ausgestrahlt wurde und auf dem gleichnamigen Buch basierte. Im Programm stellte der Autor interessante Fakten aus der tschechischen Geschichte und dem Leben der Menschen im Mittelalter vor.
Mit einer Gesamtauflage von 500.000 Exemplaren gehört er zu den erfolgreichsten Autoren Tschechiens. Besonders beliebt ist die Serie um den Ritter Ulrich von Kulm und seinen Knappen Otto.

## Werke (Auswahl)
- Das Bestiarium von Mähren: Historischer Kriminalroman., Bastei Lübbe, 2019, 366 Seiten.
- Die Toten vom Jakobsweg: Historischer Roman. Bastei Lübbe, 2016, 383 Seiten.
- Die siebte Leiche: Historischer Kriminalroman. Bastei Lübbe, 2017, 335 Seiten.
- Böhmisches Glas. Crystalex Novy Bor, 1996, 192 Seiten.
- Das Geheimnis der Äbtissin von Assisi. Amazon Digital Services LLC - Kdp, 2023, 404 Seiten.